# 孙剑云
孙剑云（1914年6月6日—2003年10月2日），又名贵男，字书庭，女，中国武术教育家，武术家孙禄堂的女儿，孙氏太极拳第二代掌门人。

## 生平
1931年随父赴江苏省国术馆任教。1957年被聘为中国武术表演赛国家名誉裁判。1959年任第一届全国运动会武术比赛裁判长。1983年，恢复其父曾创建的蒲阳拳社活动，并将该组织更名为蒲阳同学会。同年创立孙氏太极拳研究会，被选为会长，并出任北京市形意拳研究会的第一任会长，北京市武术协会副主席。1984年任北京市西城区政协委员。
在1995年的“中华武林百杰”评选活动中，被評選為「中國十大武術名師」之一。